# Begraafplaats van Ablainzevelle
De Begraafplaats van Ablainzevelle is een gemeentelijke begraafplaats in de Franse gemeente Ablainzevelle in het departement Pas-de-Calais. De begraafplaats ligt in het noordwesten van het centrum de plaats, aan de weg naar Courcelles-le-Comte.

## Oorlogsgraf
De begraafplaats telt één onbekend militaire graf van de Eerste Wereldoorlog. Dit graf wordt onderhouden door de Commonwealth War Graves Commission, die de begraafplaats heeft ingeschreven als Ablainzevelle Communal Cemetery.